# Knut Faldbakken
Knut Faldbakken, né à Oslo le 31 août 1941 , est un écrivain norvégien.
Il a grandi à Hamar et y vit toujours. Après avoir fait des études de psychologie, il devient journaliste et critique littéraire. Il est l'auteur de romans, de pièces de théâtre, de nouvelles, d'essais ainsi que de romans policiers.